# Pristimantis llojsintuta
Eleutherodactylus llojsintuta là một loài động vật lưỡng cư trong họ Strabomantidae, thuộc bộ Anura. Loài này được Köhler & Lötters miêu tả khoa học đầu tiên năm 1999.